# Candidatura de Australia para la Copa Mundial de Fútbol 2022
La Federación de Fútbol de Australia (FFA) se postuló a la candidatura para albergar la sede de la Copa Mundial de Fútbol de 2022, la cual finalmente no tuvo éxito.
En septiembre de 2007 la FFA confirmó que el país sería una de las candidatas para organizar la Copa Mundial de Fútbol de 2018. Previamente, en mayo de 2006, el ministro de deportes de Victoria, Justin Madden, dijo que buscaría un consenso entre los estados para hacer posible la postulación. Frank Lowy el presidente de la Federación de fútbol, afirmó que plantearían una lista de 16 estadios en la candidatura.
Al conocerse que la Copa Mundial de Fútbol de 2022, a realizarse en Catar, será en invierno, la FFA pidió a la FIFA que le reembolse lo invertido en la candidatura.

## Calendario programado
| Fecha                  | Detalle                                                       |
| ---------------------- | ------------------------------------------------------------- |
| 15 de enero de 2009    | Aplicación entregada                                          |
| 2 de febrero de 2009   | Fecha límite para aplicar a la candidatura                    |
| 16 de marzo de 2009    | Fecha límite para completar las formas para la candidaturas   |
| 14 de mayo de 2010     | Fecha límite para enviar todos los detalles de la candidatura |
| 26–29 de julio de 2010 | Inspección de visitantes del Comité a Australia               |
| 2 de diciembre de 2010 | La FIFA anuncia la sede para 2018 y 2022                      |

### Votación final
| Candidatos     | Votación  | Votación  | Votación  | Votación  |
| Candidatos     | 1a vuelta | 2a vuelta | 3a vuelta | 4a vuelta |
| -------------- | --------- | --------- | --------- | --------- |
| Catar          | 11        | 10        | 11        | 14        |
| Estados Unidos | 3         | 5         | 6         | 8         |
| Corea del Sur  | 4         | 5         | 5         | —         |
| Japón          | 3         | 2         | —         | —         |
| Australia      | 1         | —         | —         | —         |

- Bélgica - Países Bajos: Candidatura inhabilitada.
- España - Portugal: Candidatura inhabilitada.
- Rusia: Candidatura inhabilitada.
- Inglaterra: Candidatura inhabilitada.
- Indonesia: Candidatura rechazada por comité evaluador.
- México: Retira su candidatura.

Catar es elegido como sede de la XXII Copa Mundial de Fútbol.

## Apoyo a la candidatura
El primer ministro de Australia, Kevin Rudd, anunció el apoyo gubernamental para la candidatura. y en diciembre de 2008 el ministro federal del deporte Kate Ellis anunció que el gobierno le daría a la FFA 45.6 millones de dólares para la preparación. Rudd tuvo una reunión con Joseph Blatter para acordar el apoyo del gobierno a la sede en julio de 2009. En el 58° Congreso de la FIFA, realizado en Sídney, el presidente de la FIFA, Joseph Blatter, sugirió que Australia se enfocara en organizar el Mundial de 2022, pero Lowy respondió que sería mejor para Australia organizar el Mundial de 2018.

## Presentación de la candidatura
La presentación para la candidatura de la Copa de 2022, se celebró el 1 de diciembre, en la que aparte de Australia, las delegaciones de Estados Unidos, Corea del Sur, Japón y Catar expusieron a lo largo de la tarde de los proyectos para acoger la vigésima edición de la Copa Mundial de la FIFA. En la presentación de la candidatura estuvieron Frank Lowy, Ben Buckley, la Gobernadora General de Australia, Quentin Bryce y la supermodelo Elle Macpherson.

## Ciudades anfitrionas
Estas son las 12 sedes que fueron inscritas ante la FIFA el 14 de mayo de 2010 como parte de la candidatura para organizar la Copa Mundial de Fútbol de 2022:
| Imagen | Estadio                  | Aforo   | Ciudad     | Estado                               | Notas | Construcción  |
| ------ | ------------------------ | ------- | ---------- | ------------------------------------ | --- | ------------- |
|        | Melbourne Cricket Ground | 100.000 | Melbourne  | Victoria                             | Debido al aforo, es uno de los dos propuestos para recibir el partido inaugural y la final, además de juegos de fase de grupos, octavos, cuartos de final y semifinal. | Construido    |
|        | Stadium Australia        | 83.500  | Sídney     | Nueva Gales del Sur                  | Al haber sido epicentro de los Juegos Olímpicos de Sídney 2000, este estadio cumple los estándares de FIFA para recibir torneos internacionales. Este escenario también puede recibir partidos de todas las fases del certamen mundialista.                                                                                     | Construido    |
|        | Perth Stadium            | 70.000  | Perth      | Australia Occidental                 | Se propuso la construcción de este estadio o la ampliación del Subiaco Oval si la candidatura resulta elegida. | Por construir |
|        | Lang Park                | 52.500  | Brisbane   | Queensland                           | Es uno de los mejores estadios para deportes 'rectangulares' en Australia; el estadio de Brisbane cumple los estándares de FIFA para recibir el certamen. Aquí se jugarían partidos de fase de grupos, octavos y cuartos de final.                                                                                              | Construido    |
|        | Adelaide Oval            | 33.597  | Adelaida   | Australia Meridional                 | Al momento de la candidatura, la tribuna occidental estaba en ampliación, la cual sería inaugurada en 2010. Para el Mundial, el estadio tendrá aforo para 48.000 espectadores con el fin de recibir partidos de la fase de grupos, octavos y cuartos de final.                                                                  | Por reformar  |
|        | Sydney Football Stadium  | 45.500  | Sídney     | Nueva Gales del Sur                  | Se necesitan cambios menores para adaptar el estadio a los estándares FIFA que exige el torneo. Partidos de la fase de grupos, octavos de final y cuartos de final se jugarían en el escenario. | Reforma menor |
|        | EnergyAustralia Stadium  | 33.000  | Newcastle  | Nueva Gales del Sur                  | Una nueva tribuna estaba en construcción para ampliar el escenario a 33.000 espectadores en 2011. Una nueva expansión se construiría para que el estadio reciba 42.000 personas. Aquí podrían jugarse partidos de la fase de grupos, octavos y cuartos de final.                                                                | Por reformar  |
|        | Willows Sports Complex   | 26.500  | Townsville | Queensland                           | El estadio sería sometido a una reforma para ampliar su aforo a 40.000 espectadores. Se jugarían partidos de la fase de grupos, octavos y cuartos de final. | Por reformar  |
|        | Canberra Stadium         | 25.011  | Canberra   | Territorio de la Capital Australiana | Un moderno estadio con aforo para 40.000 espectadores sería construido en lugar del estadio actual. Allí se jugarían partidos de la fase de grupos, octavos y cuartos de final. | Por construir |
|        | Carrara Stadium          | 25.000  | Gold Coast | Queensland                           | Se ampliará el estadio para 40.000 espectadores. Los arreglos estarían listos en 2011, ya que el escenario será parte de la candidatura para albergar los Juegos de la Commonwealth 2018. Se espera recibir partidos de la fase grupos, octavos y cuartos de final.                                                             | Por reformar  |
|        | Blacktown Stadium        | —       | Blacktown  | Nueva Gales del Sur                  | Este sería un nuevo estadio para 41.000 espectadores en el suburbio de Blacktown al oeste de Sídney. El Estadio se localizará en el Parque Olímpico de Blacktown, creado por los Juegos Olímpicos de Sídney 2000 para recibir al béisbol y sóftbol. Aquí se jugarían partidos de la fase de grupos, octavos y cuartos de final. | Por construir |
|        | Kardinia Park            | 35.000  | Geelong    | Victoria                             | El aforo del escenario se ampliaría 44.000 espectadores. El estadio recibiría partidos de la fase de grupos, octavos y cuartos de final. | Por reformar  |

## Préstamo de estadios
De los estadios que estuvieran adaptados a los estándares de la FIFA, ninguno es de uso primario para fútbol. Predominentemente, se usan en críquet, rugby y fútbol australiano. Para las fechas de la Copa Mundial de Fútbol, durante el verano del hemisferio norte, en Australia se juega la temporada regular del fútbol australiano y rugby. El exjugador inglés Peter Withe, ahora residente en Australia, afirmó que "... hay muy buenos estadios en Australia pero demasiados escenarios para el fútbol con reglas 'Aussie'. Esos no son buenos para el fútbol."
Uno de los requerimientos de FIFA es el uso exclusivo de los estadios para la Copa Mundial de Fútbol en su duración. La solicitud causó controversia con la Australian Football League y la National Rugby League, quienes afirmaron que las restricciones para el uso de los estadios por ocho semanas afectaría gravemente sus temporadas y, eventualmente, la viabilidad de sus clubes. La AFC advirtió que eventualmente no autorizaría el uso del Docklands Stadium en Melbourne, sin importar la autorización de la administración del estadio para ser parte de la candidatura. El uso de estadios prestados es la única opción para la candidatura, con la buena voluntad de las autoridades australianas de invertir cifras millonarias en nuevos estadios exclusivos para fútbol, como en la Major League Soccer de Estados Unidos. Las reformas del Kardinia Park (Skilled Stadium) en Geelong fue propuesto como reemplazo de Docklands Stadium en la candidatura. Después del Mundial, el escenario sería reconfigurado para ser un óvalo de uso para la AFL.
La AFL, NRL y FFA anunciaron un acuerdo de entendimiento el 9 de mayo de 2010, garantizando la continuidad de las temporadas de rugby y fútbol con reglas australianas. Si la candidatura era exitosa, habría una compensación económica (que fue reclamada por las partes) como resultado de cualquier interrupción ocasionada en caso de recibir la Copa del Mundo.
Las temporadas del deporte en Australia se juegan con el siguiente calendario anual:
- "C" Comienzo de la temporada.
- "P" Postemporada/semifinales.
- "F" Final.

| Liga        | Deporte            | Países                                                                 | Ene | Feb | Mar | Abr | May | Jun | Jul | Ago | Sep | Oct | Nov | Dic |
| ----------- | ------------------ | ---------------------------------------------------------------------- | --- | --- | --- | --- | --- | --- | --- | --- | --- | --- | --- | --- |
| A-League    | Fútbol             | Bandera de Australia · Bandera de Nueva Zelanda                        |     |     | P   | F   |     |     |     |     |     | C   |     |     |
| AFL         | Fútbol australiano | Bandera de Australia                                                   |     |     | C   |     |     |     |     |     | P   | F   |     |     |
| NRL         | Rugby league       | Bandera de Australia · Bandera de Nueva Zelanda                        |     |     | C   |     |     |     |     |     | P   | F   |     |     |
| Super Rugby | Rugby union        | Bandera de Australia · Bandera de Nueva Zelanda · Bandera de Sudáfrica |     | C   |     |     |     | P   | P F |     |     |     |     |     |

## Costos y beneficios
Los medios australianos cuestionaron las restricciones y privilegios de la FIFA en cuanto a impuestos en las ciudades sede, parte de la necesidad de construir y reformar varios estadios y la necesidad de hacer otros "mega-eventos" como la Copa Mundial de la FIFA para obtener rendimientos de la construcción. La FFA dijo que esas consecuencias eran exageradas.
Una encuesta confidencial de McKinsey alrededor de FIFA, filtrada por el diario inglés The Guardian, concluyó que un Mundial en Australia tendría menor probabilidad de beneficios para el país. Los resultados dieron el 100% de probabilidad a Estados Unidos, 73% de Japón, Corea del Sur 71%, Catar 70%, y Australia en 68%.
Una encuesta mundial de la firma IBISWorld concluyó que el Mundial 2022 costaría de 35.5 billones de dólares a la economía australiana (cuatro veces más de las ganancias obtenidas en los Juegos Olímpicos de 2000).

## Patrocinadores oficiales
- Qantas
- Cisco Systems
- PricewaterhouseCoopers